# Йожеф Вертеші
Йожеф Вертеші (угор. József Vértesy, 19 лютого 1901 — 21 грудня 1983) — угорський ватерполіст і плавець.
Олімпійський чемпіон 1932 року, срібний призер 1928 року, учасник 1924 року.